# Diocesi di Menongue
La diocesi di Menongue (in latino Dioecesis Menonguensis) è una sede della Chiesa cattolica in Angola suffraganea dell'arcidiocesi di Lubango. Nel 2023 contava 381.814 battezzati su 967.917 abitanti. È retta dal vescovo Leopoldo Ndakalako.

## Territorio
La diocesi comprende la provincia di Cuando Cubango e i municipi di Jamba e Ganguela nella provincia di Huíla in Angola.
Sede vescovile è la città di Menongue, dove si trova la cattedrale di Nostra Signora di Fátima.
Il territorio è suddiviso in 20 parrocchie.

## Storia
La diocesi di Serpa Pinto fu eretta il 10 agosto 1975 con la bolla Qui pro supremi di papa Paolo VI, ricavandone il territorio dalle diocesi di Nova Lisboa (oggi arcidiocesi di Huambo) e di Sá da Bandeira (oggi arcidiocesi di Lubango).
Originariamente suffraganea dell'arcidiocesi di Luanda, il 3 febbraio 1977 entrò a far parte della provincia ecclesiastica di Lubango.
Il 16 maggio 1979 ha assunto il nome attuale in forza del decreto Cum Excellentissimus della Congregazione per l'evangelizzazione dei popoli.

## Cronotassi dei vescovi
Si omettono i periodi di sede vacante non superiori ai 2 anni o non storicamente accertati.
- Francisco Viti † (10 agosto 1975 - 12 settembre 1986 nominato arcivescovo di Huambo)
- José de Queirós Alves, C.SS.R. (12 settembre 1986 - 3 maggio 2004 nominato arcivescovo di Huambo)
- Mário Lucunde † (3 agosto 2005 - 12 marzo 2018 dimesso)[2]
- Leopoldo Ndakalako, dal 19 marzo 2019

## Statistiche
La diocesi nel 2023 su una popolazione di 967.917 persone contava 381.814 battezzati, corrispondenti al 39,4% del totale.
| anno | popolazione | popolazione | popolazione | presbiteri | presbiteri | presbiteri | presbiteri                | diaconi | religiosi | religiosi | parrocchie |
| anno | battezzati  | totale      | %           | numero     | secolari   | regolari   | battezzati per presbitero | diaconi | uomini    | donne     | parrocchie |
| ---- | ----------- | ----------- | ----------- | ---------- | ---------- | ---------- | ------------------------- | ------- | --------- | --------- | ---------- |
| 1980 | 87.387      | 180.787     | 48,3        | 6          | 4          | 2          | 14.564                    |         | 2         | 9         | 9          |
| 1990 | 95.500      | 282.000     | 33,9        | 6          | 5          | 1          | 15.916                    |         | 2         | 10        | 10         |
| 1999 | 165.000     | 345.000     | 47,8        | 11         | 8          | 3          | 15.000                    |         | 4         | 17        | 11         |
| 2000 | 150.000     | 450.000     | 33,3        | 11         | 8          | 3          | 13.636                    |         | 3         | 16        | 11         |
| 2001 | 150.000     | 450.000     | 33,3        | 8          | 5          | 3          | 18.750                    |         | 3         | 20        | 21         |
| 2002 | 150.000     | 500.000     | 30,0        | 9          | 6          | 3          | 16.666                    |         | 4         | 25        | 11         |
| 2003 | 200.000     | 500.000     | 40,0        | 12         | 9          | 3          | 16.666                    |         | 4         | 29        | 11         |
| 2004 | 150.000     | 500.000     | 30,0        | 13         | 10         | 3          | 11.538                    |         | 4         | 27        | 22         |
| 2011 | 480.000     | 899.000     | 53,4        | 14         | 11         | 3          | 34.285                    |         | 15        | 28        | 13         |
| 2016 | 550.000     | 670.000     | 82,1        | 17         | 14         | 3          | 32.352                    |         | 15        | 31        | 8          |
| 2019 | 694.300     | 1.035.780   | 67,0        | 16         | 13         | 3          | 43.393                    |         | 11        | 27        | 7          |
| 2021 | 372.908     | 714.353     | 52,2        | 17         | 13         | 4          | 21.935                    |         | 12        | 37        | 16         |
| 2023 | 381.814     | 967.917     | 39,4        | 19         | 13         | 6          | 20.095                    |         | 14        | 35        | 20         |